# Robin Hood

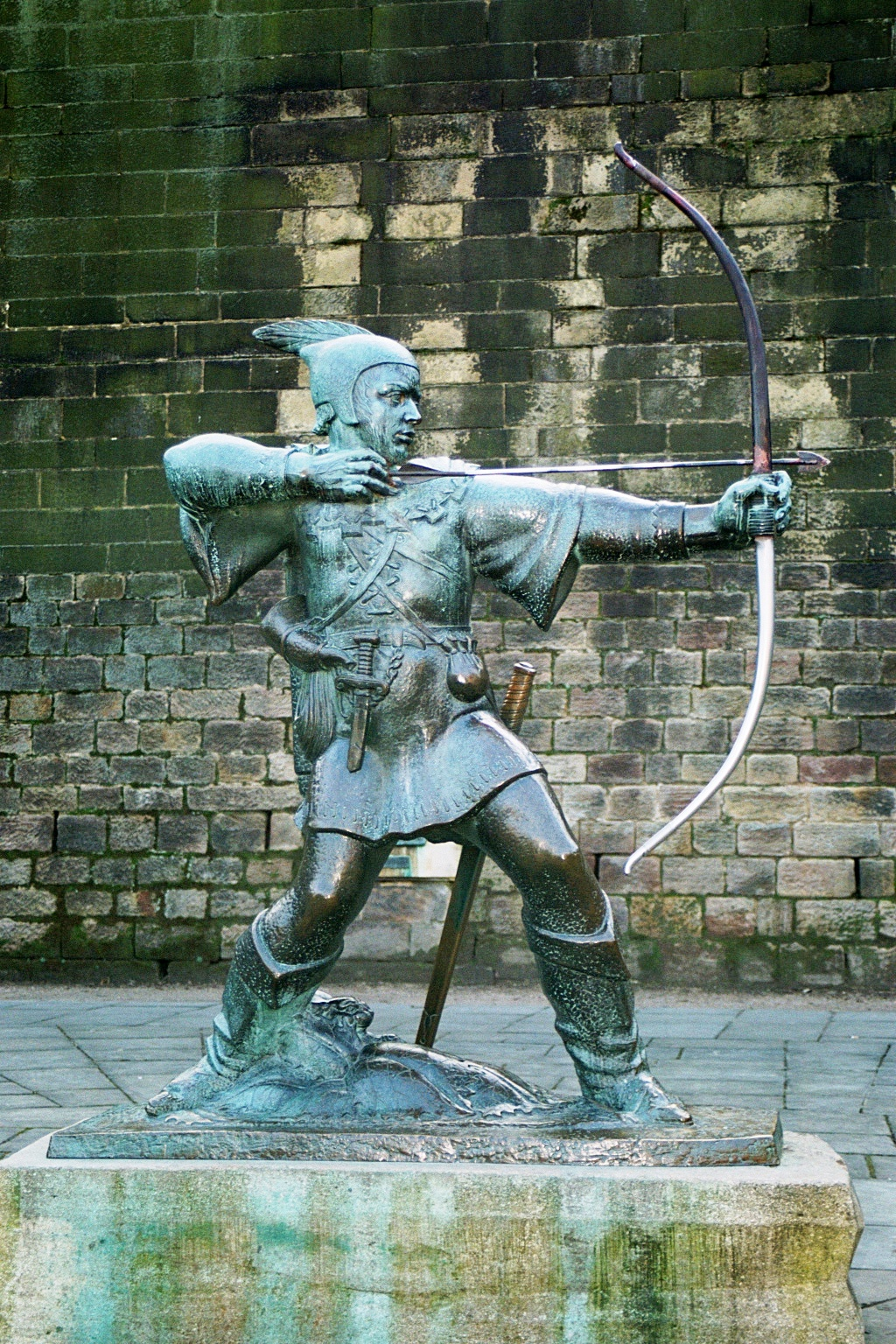
Statuie memorială a lui Robin Hood în Nottingham.

Robin Hood este un personaj din folclorul englezesc a cărui istorie izvorăște din timpurile medievale, dar care rămâne important în cultura populară, fiind cunoscut pentru că fura de la bogați pentru a da săracilor și pentru că lupta contra nedreptății și tiraniei.
Banda lui era formată din oameni aflați în afara legii, numiți „Merry Men”. Eroul a fost subiectul multor filme, seriale de televiziune, cărți, benzi desenate și piese de teatru.

## Prezentare generală
În cultura populară se spune că Robin Hood și banda sa trăiau în pădurea Sherwood, din Nottinghamshire. O mare parte a acțiunii din baladele mai vechi se petrece în Nottinghamshire, cea mai veche baladă prezentându-i pe bandiți luptând în padurea Sherwood. Celalalte balade îi plasează în zona Barnsdale, cunoscută acum ca South Yorkshire (la granița cu Nottinghamshire) și, de asemenea, în Yorkshire.
Unele manuscrise de la sfârșitul secolului al XVI-lea servesc ca dovada că Robin Hood s-a născut în Loxley, South Yorkshire, în timp ce fântâna din Yorkshire care-i poartă numele a fost asociată cu personajul încă din 1422. Despre mormântul său se pretinde că este în West Yorkshire, după cum insinuează varianta secolului al XVIII-lea a baladei „Moartea lui Robin Hood”, unde se află și o piatră funerară de o autenticitate îndoielnică.
Prima referire clară la „poeziile lui Robin Hood” se găsește în „Piers Plowman”, o poezie din secolul al XIV-lea, însă cele mai vechi copii ale baladelor narative în care se povestește despre el provin de la sfârșitul secolului al XV-lea și începutul secolului al XVI-lea.
În cultura populară, Robin Hood este văzut drept contemporan și susținător al nobilului Richard Inimă-de-Leu, fiind proscris de către John (Ioan Fără de Țară), fratele cel rău al regelui, în timp ce acesta era plecat la cruciadă. Această variantă s-a răspândit la începutul secolului al XVI-lea, și are foarte puțin suport didactic, iar în baladele mai vechi nu se întâlnește deloc. Cea mai veche baladă ajunsă până la noi, „Robin Hood și călugărul”, susține chiar mai puțin imaginea lui Robin Hood ca fiind un partizan al adevăratului rege. Baladele mai vechi sunt situate de către oamenii de știință în secolele al XIII-lea sau al XIV-lea, deși este recunoscut faptul că nu au consistență istorică.
Tot aceste balade ne explică clar statutul social a lui Robin Hood, acela de yeoman. Deși sensul cuvântului s-a modificat între timp, esența sa rămâne aceeași, „nici cavaler, dar nici țăran”, ci undeva la mijloc. Știm că în secolul al XIV-lea, meșteșugarii, cum ar fi morarii, erau considerați ca fiind yeomen. 
Din secolul al XVI-lea s-a încercat ridicarea lui Robin Hood la rangul nobilimii, iar un rol important în aceasta l-a avut Anthony Munday, care, la sfârșitul secolului al XVI-lea, îl prezenta ca fiind conte de Huntington, așa cum e prezentat deseori și în zilele noastre. 
Ca și baladele, legenda a fost transmisă și de Jocurile lui Robin Hood, sau de alte jocuri importante din cadrul festivităților medievale târzii sau ale modernismului timpuriu. Prima menționare a unui Joc al lui Robin Hood a fost în anul 1426 în Exeter, dar aceasta nu arată cât de vechi sau cât de răspândit era acest obicei la vremea respectivă. Este cunoscut faptul că Lady Marian împreună cu un călugăr voios, identificat drept călugărul Tuck, au intrat în legendă în timpul Jocurilor de Mai.
Baladele mai vechi îl pun pe Robin Hood în locuri reale, perfect identificabile, și mulți sunt convinși că el a fost o persoană reală, al cărui portret a fost prezentat cu mai multă sau cu mai puțină acuratețe. În același timp, este posibil ca Robin Hood să fi fost doar o persoană fictivă, iar folcloristul Francis James Child declara: „Robin Hood este, fără îndoială, o creație a muzei baladelor”, iar punctul său de vedere n-a fost contestat. Altă teorie este aceea că Robin Hood își are originile în folclor sau în mitologie și, în ciuda frecventelor trimiteri creștine din baladele mai vechi, s-a presupus că Robin Hood ar avea legături cu o religie păgână, care a existat în perioada medievală, după antropologul britanic Margaret Murray.

## Conexiuni cu locuri existente

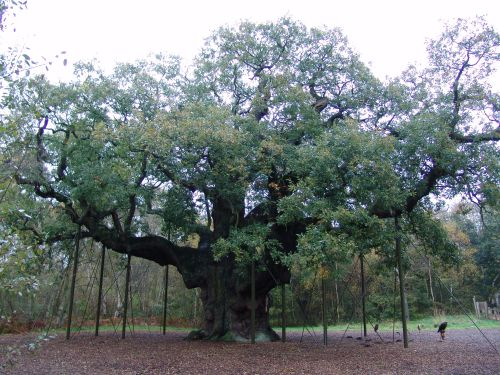
Marele Stejar din Pădurea Sherwood

În versiunile moderne ale legendei, se spune că Robin Hood își avea reședința în Pădurea Sherwood, din comitatul Nottinghamshire. Acesta este motivul pentru care oamenii de astăzi din Nottinghamshire au o afinitate specială pentru Robin Hood, deseori numindu-l simbolul comitatului lor. De exemplu, majoritatea semnelor de pe șoselele care intra în comitat, îl înfățișează pe acesta cu arcul și săgețile sale, urându-le bun venit celor care ajung în„Comitatul lui Robin Hood”. Chiar și Radio BBC Nottingham folosește des această denumire pentru comitatul Nottinghamshire în programele obișnuite. În inima pădurii Sherwood, lângă satul Edwinstone, există un stejar uriaș, despre care se spune că a fost prima ascunzătoare a lui Robin Hood, iar site-uri în care găsim informații despre Robin Hood fac trimitere și către acest stejar, numit Major Oak Tree.
Se crede că Nottingham Forest F.C., un club profesionist de fotbal din West Bridgford, o suburbie a Nottingham-ului, își are numele derivat din legenda lui Robin Hood și a pădurii Sherwood, dar numele lor e legat de zona unde joacă, numită Forest Recreation Ground, un spațiu verde de recreere în Nottingham. Există și controverse privind localizarea exactă a lui Robin Hood și a oamenilor săi. În timp ce șeriful din Nottingham însuși apare în baladele mai vechi, iar Sherwood-ul este menționat în balada „Robin și Călugărul”, multe dintre baladele inițiale (chiar și cele cu referire la Nottingham) îl plasează pe Robin în Barnsdale (între orașele Pontefract și Doncaster), cu 80 de km la nord de Sherwood, în comitatul Yorkshire, iar baladele specifice acestei zone oferă indicii mult mai exacte. În această zonă există cel puțin câteva fântâni care poartă numele lui Robin Hood sau pe cel al lui Little John, și chiar și un râu, numit “Râul lui Robin Hood”.
Au mai existat afirmații care îl amplasează pe Robin Hood în Swannington, comitatul Leicestershire. Acest lucru nu este deloc suprinzător, având în vedere valoarea considerabilă pe care o are Robin Hood pentru turismul local. Una dintre cele mai mari atracții turistice din Nottinghamshire este Major Oak, stejarul în care se spune că Robin Hood își avea sălașul, dar vârsta acestuia contrazice legenda, deoarece copacul ar fi fost doar un puiet în perioada în care a trăit Robin Hood. Se presupune că Robin Hood a fost înmormântat în pământurile mănăstirii din Kirklees, un sat care a existat în perioada medievală și care astăzi se numește West Yorkshire. Acolo există un mormânt a cărui înscripție menționează lucrurile de mai sus. Legenda spune că stareța mănăstirii din Kirklees îi era rudă și ar fi trebuit să-l îngrijească pe Robin când era bolnav, dar ea l-a trădat, starea sănătății lui s-a înrăutățit și în cele din urmă Robin a murit. 
Înainte să moară, i-a spus lui Little John (sau poate altuia dintre oamenii săi) unde dorește să fie înmormântat. Se spune ca a tras o săgeată de la fereastra mănăstirii, iar locul unde avea să aterizeze săgeata avea să fie locul în care va fi înmormântat el. Mormântul actual poate fi văzut din locul în care astăzi se află ruinele mănăstirii, ceea ce corespunde legendei. El se află în spatele cârciumii „Three Nuns” (tradus „Trei Măicuțe”) și se spune că măicuțele l-au îngrijit pe Robin Hood cât timp a fost bolnav. 
Biroul Consiliului de Informare Turistică din Calderdale, organizează ocazional plimbări la mormântul lui Robin Hood, pentru ca acesta să poată fi vizitat de doritori. În zona West Yorkshire, și în special Calderdale, există cârciumi care poartă numele lui Robin Hood, atât lângă Brighouse, cât și în Cragg Vale. Trecând de Halifax, găsim munți nu prea înalți, numiți Pennines, unde se află Robin Hood Rocks (Stâncile lui Robin Hood). Robin Hood Hill (Dealul lui Robin Hood), se află lângă Outwood, West Yorkshire, nu departe de Lofthouse. Există chiar și un sat în West Yorkshire numit Robin Hood, situat pe șoseaua A61, între Leeds și Wakefield, aproape de Rothwell și Lofthouse. 
Având în vedere existența atâtor indicii despre Robin Hood, nu este surprinzător că locuitorii din South și West Yorkshire afirmă că Robin Hood ar putea fi localizat cu ușurință între Nottingham, Lincoln, Doncaster și West Yorkshire. Un batalion al Armatei Teritoriale Britanice format în 1859 la Nottingham era cunoscut sub numele de „The Robin Hood Battalion” („Batalionul Robin Hood”), numele acestui batalion suferind nenumărate modificări, până când „Robin Hood” a dispărut definitiv din denumirea sa, în anul 1992.